# یوجی ساکای
یوجی ساکای (انگلیسی: Yoji Sakai؛ زادهٔ ۱۳ دسامبر ۱۹۷۷) بازیکن فوتبال اهل ژاپن است.